# Keep Your Wig On
Keep Your Wig On es el cuarto álbum de estudio de la banda de rock estadounidense Fastball, publicado por la discográfica independiente "Rykodisc" y mezclado por Bob Clearmountain.

## Lista de canciones
| #  | Título                 | Duración | Música                                |
| -- | ---------------------- | -------- | ------------------------------------- |
| 1  | "Shortwave"            | 1:13     | Miles Zuniga                          |
| 2  | "Lou-ee, Lou-ee"       | 2:52     | Tony Scalzo, Miles Zuniga             |
| 3  | "Drifting Away"        | 3:46     | Tony Scalzo                           |
| 4  | "Airstream"            | 3:29     | Al Anderson, Miles Zuniga             |
| 5  | "I Get High"           | 3:35     | Tony Scalzo, Miles Zuniga             |
| 6  | "Perfect World"        | 3:35     | Miles Zuniga                          |
| 7  | "’Till I Get It Right" | 4:55     | Tony Scalzo, Miles Zuniga             |
| 8  | "Our Misunderstanding" | 3:20     | Tony Scalzo, Jeff Trott, Miles Zuniga |
| 9  | "Someday"              | 3:24     | Miles Zuniga                          |
| 10 | "Mercenary Girl"       | 2:41     | Tony Scalzo, Miles Zuniga             |
| 11 | "Falling Upstairs"     | 3:36     | Tony Scalzo, Miles Zuniga             |
| 12 | "Red Light"            | 3:17     | Tony Scalzo, Miles Zuniga             |

## Créditos
- Tony Scalzo - voz, bajo, teclados, guitarra
- Miles Zuniga - voz, guitarra
- Joey Shuffield - batería, percusión